# IFA G5

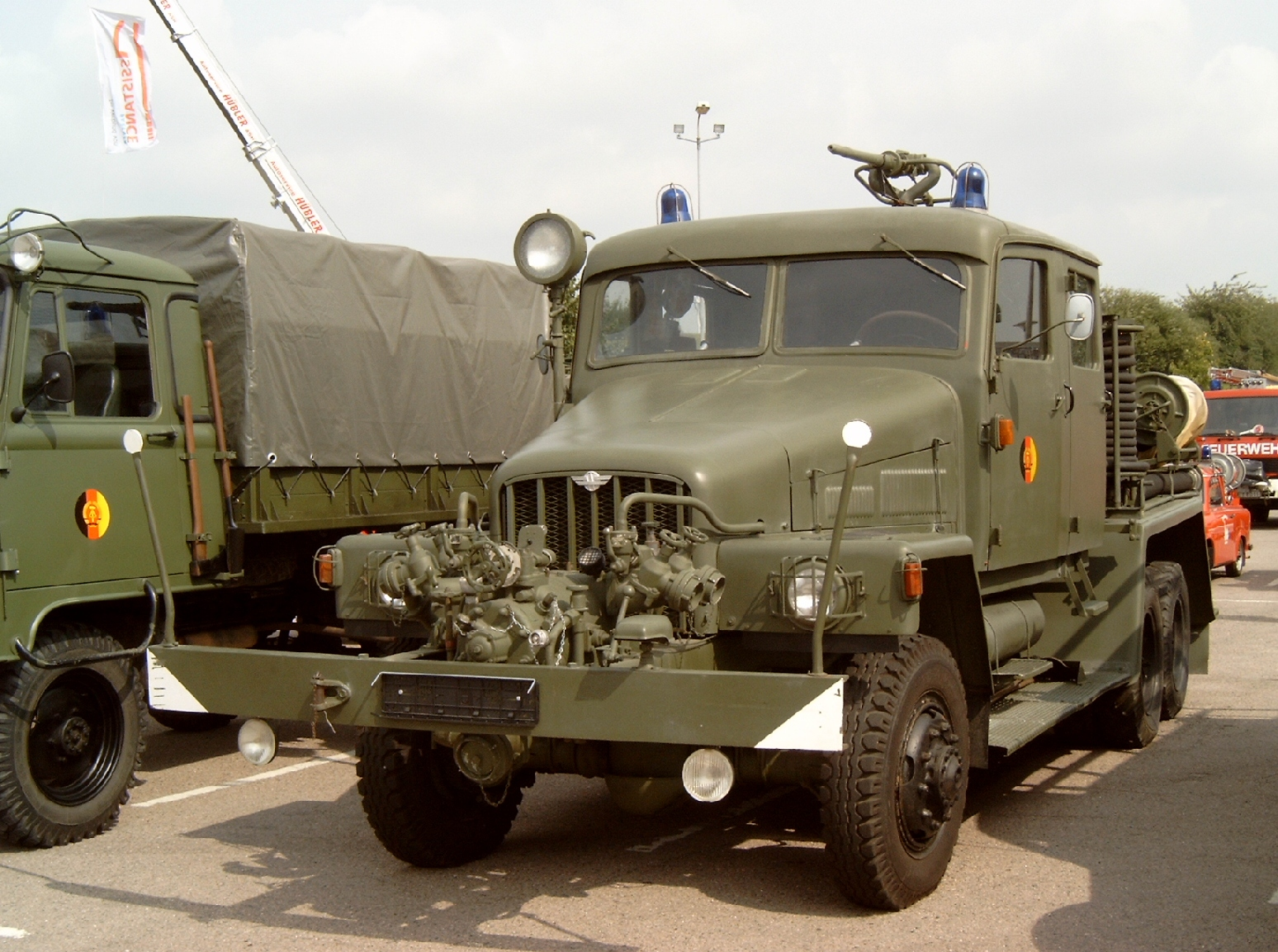
Hasičský cisternový automobil TLF 15 armády NDR

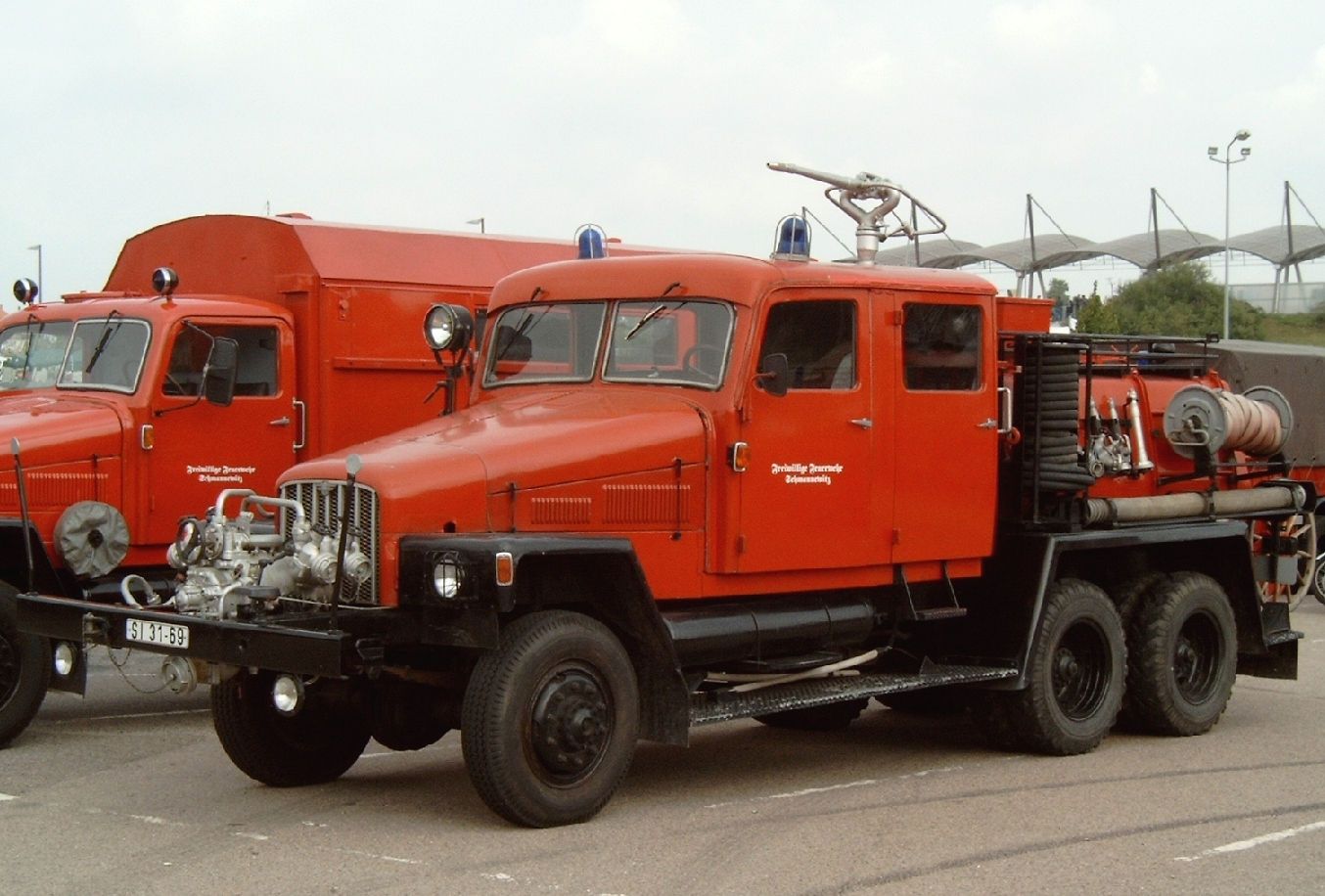
TLF 15 – hasičský zásahový automobil

IFA G5 byl třínápravový nákladní automobil vyvinutý a vyráběný v NDR. Kabina vozu byla kapotová, tj. motor byl umístěn před kabinou.

## Historie
Vývoj vozidla začal už v době druhé světové války ve firmě Vomag. Firma Vomag ale byla v roce 1946 sovětskými okupačními orgány zrušena, zařízení demontováno a odvezeno v rámci reparací do Sovětského svazu a budovy zbořeny. Proto vývoj vozu pokračoval u firmy Auto Union, respektive Horch.
Prototyp vozu G5 vznikl 1952, následná výroba probíhala v podniku VEB Kraftfahrzeugwerk Ernst Grube ve Werdau až do roku 1964. Podnik byl součástí kombinátu IFA a vznikl v roce 1945 ze zaniklé firmy Schumann-Werke ve Werdau. 
Písmeno G v názvu znamená Gelände – terénní, číslice 5 označuje nosnost pět tun. Vůz se osazoval širokou škálou nástaveb.
Přestože měl G5 silnější motor (88 kW) než sovětský třínápravový ZIS-151 (72 kW), byl v terénu značně pomalejší. Řidiči mu proto přezdívali „chromá bedna“.

## Konstrukce
Vůz měl tři poháněné nápravy (byl plněpohonný – 6×6), pohon přední nápravy bylo možné vypnout (6×4).
- motor šestiválcový diesel o výkonu 88 kW,
- převodovka manuální, pětistupňová,
- nosnost 5 tun,
- nejvyšší rychlost na silnici 80 km/h (podle doporučení výrobce 60 km/h),
- nejvyšší rychlost v terénu 40 km/h,
- dodávaná provedení a nástavby: sklápěč, autojeřáb, skříňová nástavba (mj. mobilní dílna), valník s plachtou, cisterna, vodní dělo, různé hasičské automobily a řada dalších.

Nástavby byly většinou zhotovovány ve specializovaných podnicích mimo výrobní závod ve Werdau.
Kabina řidiče byla dodávána v několika různých provedeních například jako prodloužená kabina pro hasičské automobily, kabina s plátěnou střechou nebo s odklopným čelním sklem.
Vozy G5 a H6, které byly vyráběny ve Werdau souběžně, sdílely některé společné díly a agregáty. Pro zlepšení terénních vlastností byl vyvinut následník se silnějším motorem, označený G5/3, ten se ale do výroby nedostal.

## Využití
Hlavními odběrateli vozů byla armáda a policie. Proslulost si získaly vozy v provedení s vodním dělem, které byly nasazeny v noci z 12. na 13. srpna 1961 při stavbě tzv. Berlínské zdi.
Protože v NDR byl trvalý nedostatek nákladních automobilů, byly i opotřebené vozy předávány z armády do zemědělských podniků i jinam do národního hospodářství, například jako palivové cisterny. Také u hasičů se používalo hodně vozů tohoto typu.
Pro nasazení v armádě byla nosnost 5 tun dostatečná a důležitá byla průchodnost terénem. V národním hospodářství ale tyto vlastnosti příliš nevyhovovaly. Proto byly co nejrychleji nahrazovány vhodnějšími typy vozidel.

## Další vývoj
Postupně vznikly dvě generace: G5/1 a G5/2.
Od základu nově vyvinutým následovníkem měl být vůz označený G5/3. Měl mít vzduchem chlazený vznětový motor V8 s výkonem 110 kW při objemu 12,5 litru. Vůz měl být třínápravový s jednoduchým obutím a regulací tlaku v pneumatikách. Mezi lety 1958 až 1961 vznikly čtyři funkční vzorky a dva předvýrobní prototypy. V květnu 1962 byl vývoj typu G5/3 přerušen. Záminkou bylo rozhodnutí o sériové výrobě vozu W50. Skutečnou příčinou ale byla tehdejší hospodářská situace v NDR. Především vývoj motoru a pneumatik se potýkal s problémy. Také chyběly prostředky na investice do výrobního závodu ve Werdau. Navíc byl předpoklad odběru pouze malých počtů vozů armádou a prakticky nulové šance na export. 

## Galerie

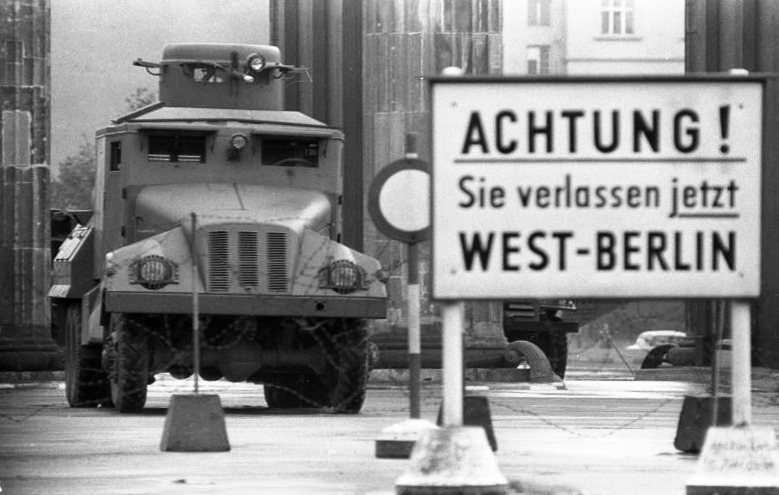
Pancéřované vodní dělo G5 SK-2 v srpnu 1964 při stavbě Berlínské zdi
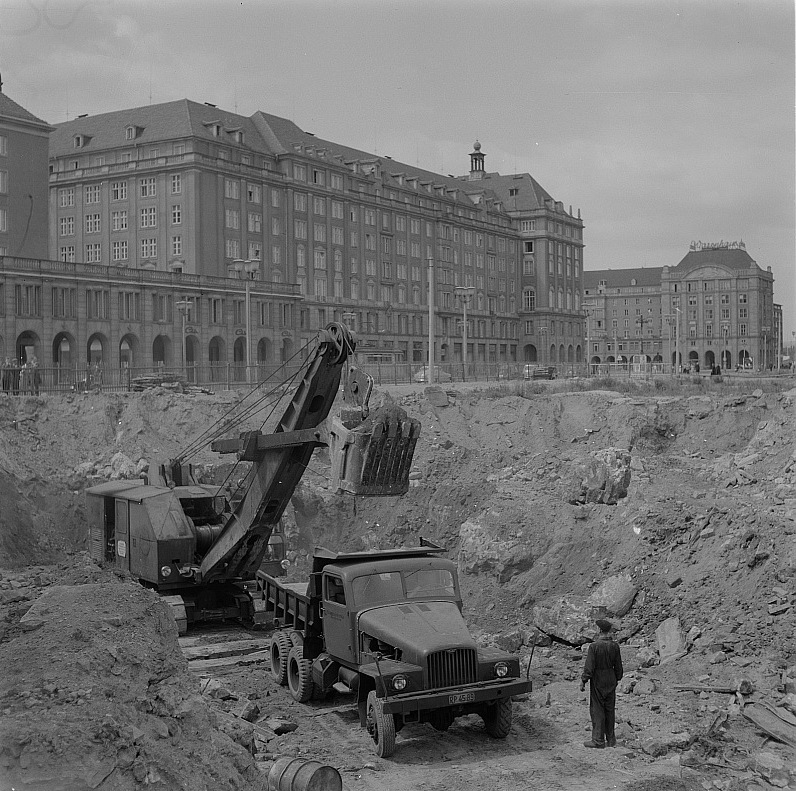
Sklápěč v Drážďanech na třídě Ernsta Thälmanna (1959)
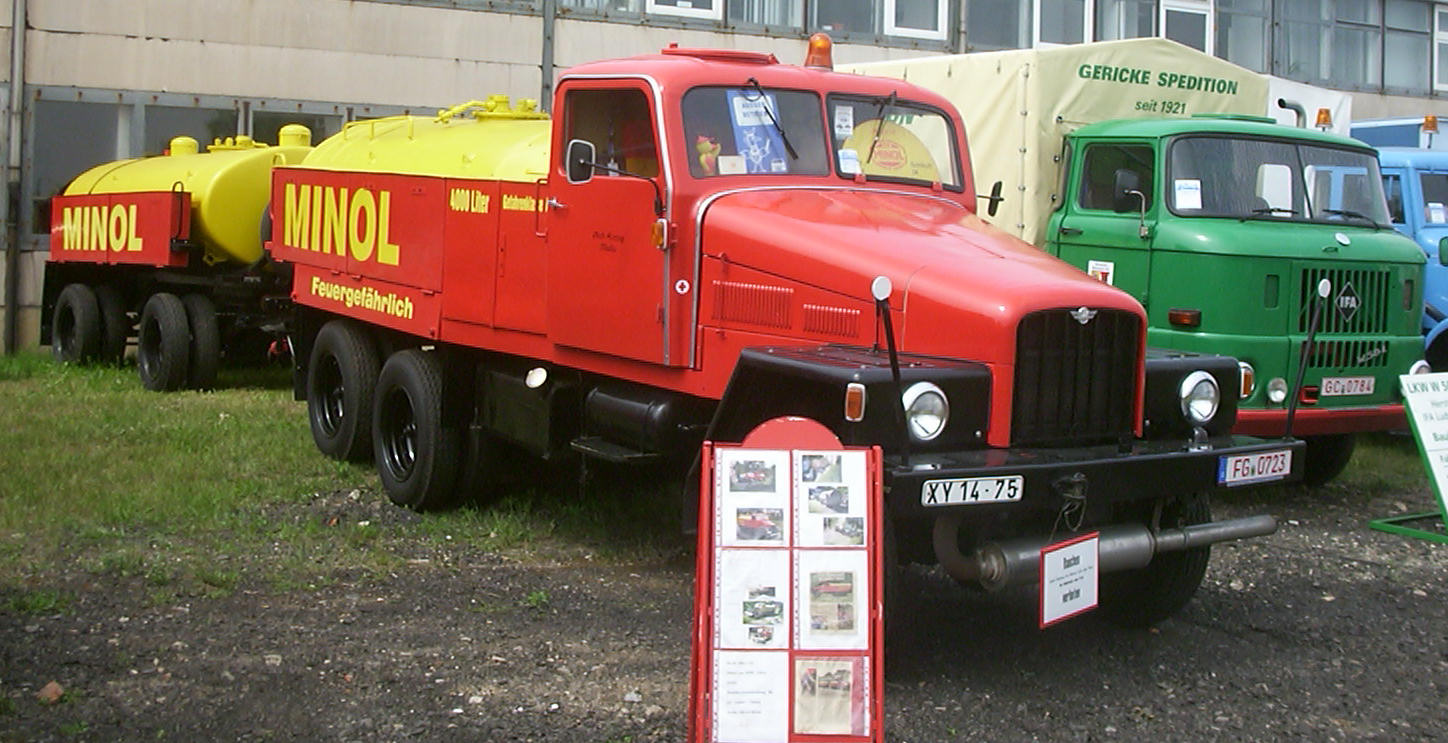
Cisterna pro transport PHM (4 000 l) s přívěsem (4 500 l)
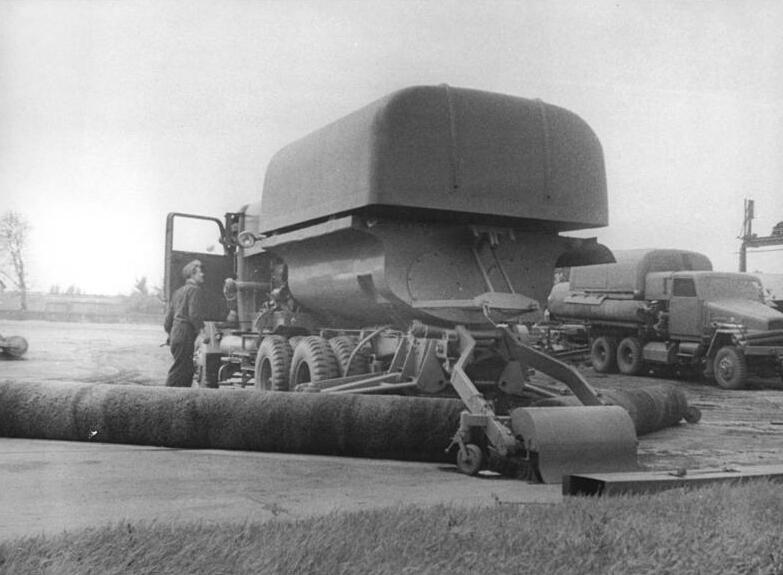
Letištní zametací stroj z podniku VEB Spezialfahrzeugwerk Berlin měl šířku záběru osm metrů (1959)